# Ракувка (Люблінське воєводство)
Ракувка (пол. Rakówka) — село в Польщі, у гміні Княжпіль Білґорайського повіту Люблінського воєводства. Населення — 542 особи (2011).

## Історія
За даними етнографічної експедиції 1869—1870 років під керівництвом Павла Чубинського, у селі переважно проживали українськомовні греко-католики, меншою мірою — польськомовні римо-католики.
У 1921 році село входило до складу гміни Княжпіль Білґорайського повіту Люблінського воєводства Польської Республіки.
У 1975—1998 роках село належало до Замойського воєводства.

## Демографія
За даними перепису населення Польщі 1921 року в селі налічувалося 138 будинків та 612 мешканців, з них:
- 305 чоловіків та 307 жінок;
- 354 православні, 241 римо-католик, 17 юдеїв;
- 358 українців, 244 поляки, 10 євреїв.

Демографічна структура станом на 31 березня 2011 року:
|          | Загалом | Допрацездатний вік | Працездатний вік | Постпрацездатний вік |
| -------- | ------- | ------------------ | ---------------- | -------------------- |
| Чоловіки | 288     | 74                 | 198              | 16                   |
| Жінки    | 254     | 46                 | 149              | 59                   |
| Разом    | 542     | 120                | 347              | 75                   |